# Borzymy (Mazovie)
Pour les articles homonymes, voir Borzymy.
Borzymy (prononciation : [bɔˈʐɨmɨ]) est un village polonais de la gmina de Jadów dans le powiat de Wołomin de la voïvodie de Mazovie dans le centre-est de la Pologne.
Il se situe à environ 4 kilomètres au nord de Jadów (siège de la gmina), 32 kilomètres au nord-est de Wołomin (siège du powiat) et à 54 kilomètres au nord-est de Varsovie (capitale de la Pologne).
Le village possède une population de 389 habitants en 2010.

## Histoire
De 1975 à 1998, le village appartenait administrativement à la voïvodie de Siedlce.